# Källsby
Källsby är en småort i Jörlanda socken i Stenungsunds kommun i Bohuslän.